# Isola di Robertson
L'isola di Robertson (in russo: Остров Робертсона, ostrov Robertsona) è un'isola russa nell'Oceano Artico che fa parte dell'arcipelago della Terra di Francesco Giuseppe.

## Geografia
L'isola di Robertson si trova nella parte centro-meridionale della Terra di Francesco Giuseppe, alcuni chilometri al largo della costa orientale dell'isola di Northbrook. Ha una lunghezza massima inferiore a 1 km. Il terreno è piatto e ghiaioso.
L'isola è stata così chiamata in onore di Thomas Robertson, capitano della "Scotia" durante la spedizione antartica scozzese del 1902-1904.

## Isole adiacenti
- Isola di Northbrook (Остров Нортбрук, ostrov Nortbruk), a ovest.